# Ороско, Хосе Клементе

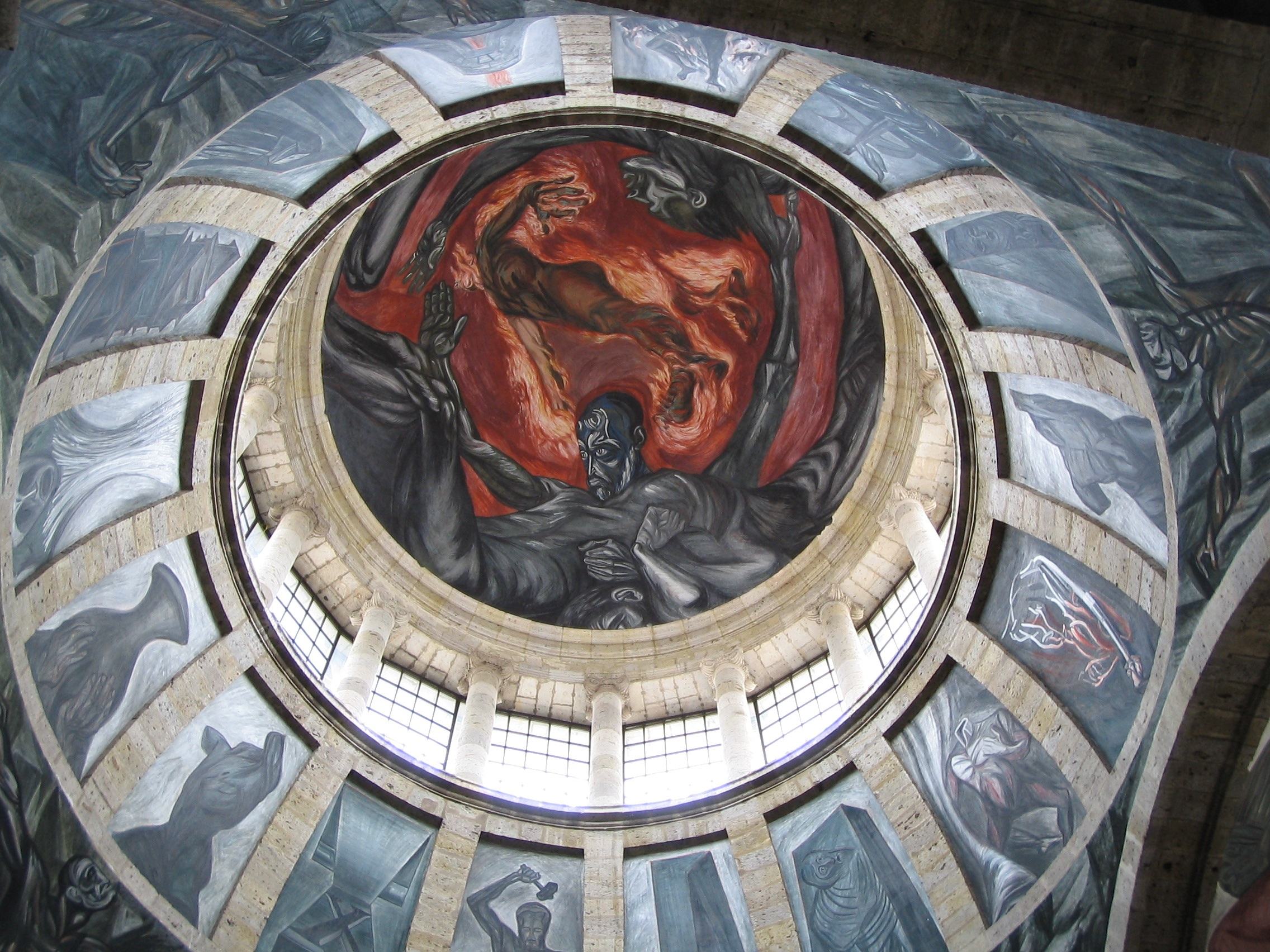
Роспись в часовне госпиталя «Осписио-Кабаньяс» (включен во Всемирное наследие ЮНЕСКО) (1938—1939), Гвадалахара

Хосе́ Клеме́нте Оро́ско (исп. José Clemente Orozco; 23 ноября 1883 — 7 сентября 1949) — мексиканский живописец и график, один из главных новаторов в области монументальной живописи XX века. Работал в Мексике и США.
...Такие люди, как Ороско, Ривера, Портинари, Тамайо и Гуаясамин, подобны вершинам Анд...
Пабло Неруда
Для фресок Ороско характерны динамика, эмоциональность и контрастное сопоставление белого, красного и чёрного цветов. Его росписи были способом высказать протест против угнетения человека человеком.

## Биография

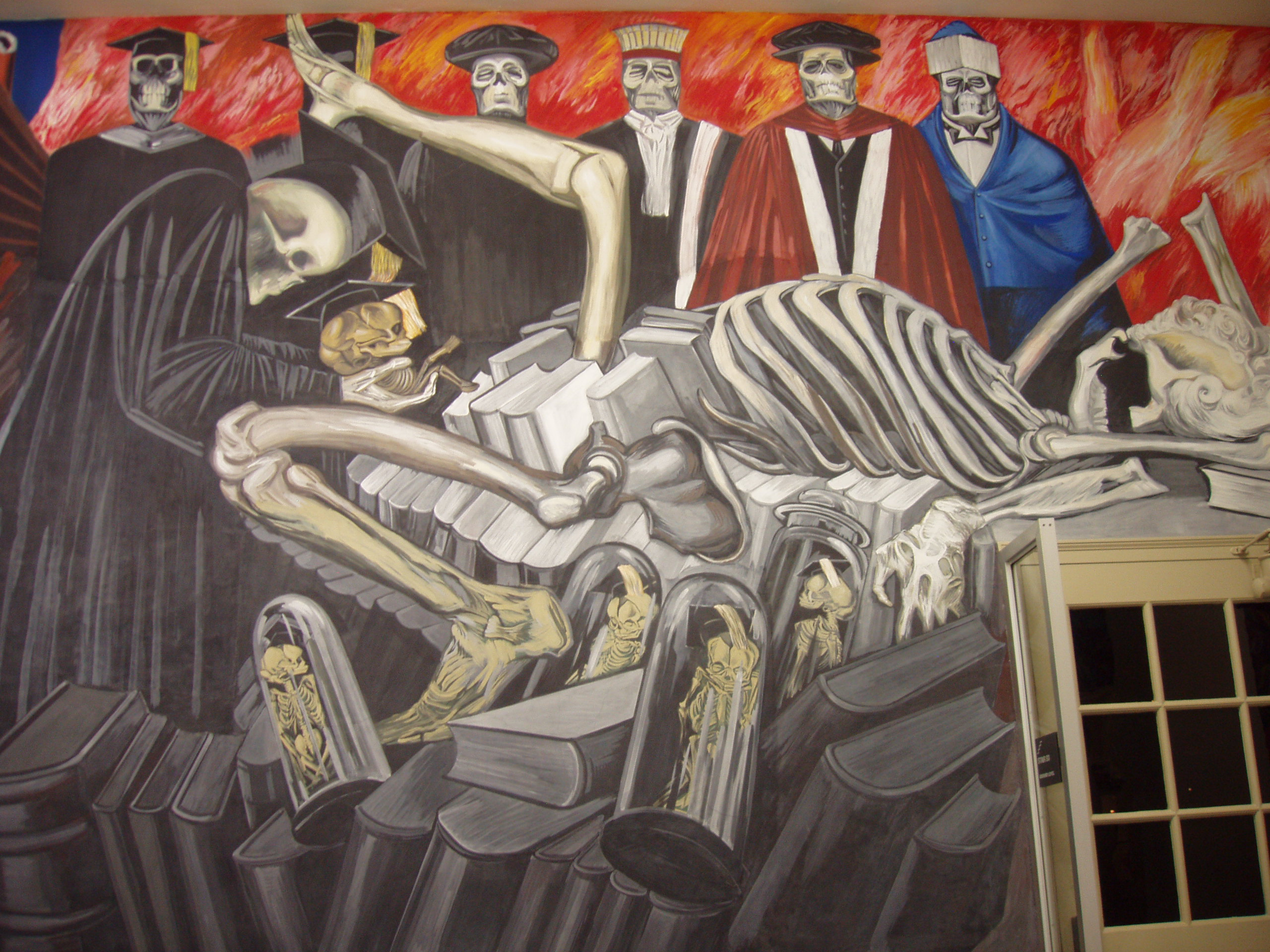
Деталь фрески «Американская цивилизация» в библиотеке Дартмутского колледжа, Гановер (США)

Родился 23 ноября 1883 года в Сапотлане (мексиканский штат Халиско).
| «Ещё промеж собой мы называем нашу родину Сапотлан-де-Ороско, поскольку тут он родился, неистовый Хосе Клементе». Хуан Хосе Арреола, «О памяти и забвении» |

Его родители сначала переехали в Гвадалахару, а потом в Мехико, где Ороско поступил в школу при педагогическом институте. В это же время он начал заниматься в вечерних классах Академии Сан-Карлос.
После окончания школы Ороско поступил в сельскохозяйственное училище в Сан-Хасинто, затем в Национальную подготовительную школу Мехико на отделение математики и архитектуры. В семнадцать лет Ороско покалечил себя, экспериментируя с порохом. Он утратил кисть левой руки и серьёзно повредил глаз.
В 1908 году Ороско вернулся в Академию Сан-Карлос. В 1910-х годах в Академии начались волнения среди студентов. Молодые художники создали группу «Барбизон» и пробовали придать импрессионизму национально-патриотическую окраску. Так, они перестали пользоваться чёрным цветом и объясняли это тем, что чёрный — цвет реакции.
В 1910—1917 годах Ороско был участником Мексиканской революции и одним из основателей «Синдиката революционных живописцев, скульпторов и граверов». О том времени Ороско вспоминал:
| «Мир вокруг нас раскалывался. Отправлялись на бойню войска. Взрывались поезда. У церковных порталов поспешно расстреливались несчастные крестьяне Сапаты, попавшие в плен к каррансистам. Люди привыкли к убийству, к пресыщению чувств, к самому безжалостному самомнению, к скотской разнузданности». |

В 1916 году открылась персональная выставка Ороско «Этюды женщин», на которой экспонировались не только его работы, посвящённые женщинам, но и политические карикатуры, в том числе на президента Каррансу.

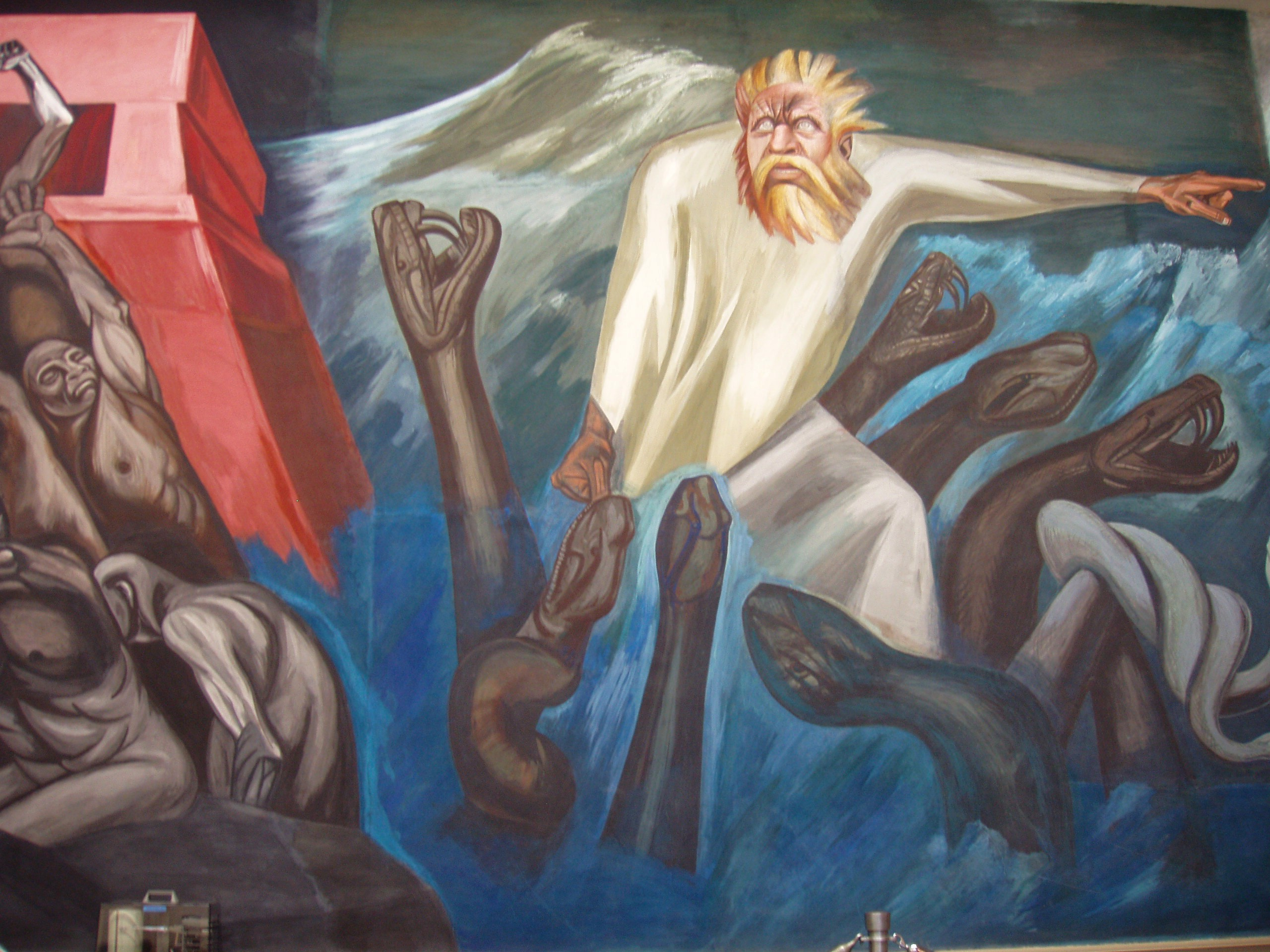
Деталь фрески «Американская цивилизация» в библиотеке Дартмутского колледжа, Гановер (США)

В 1917—1919 годах Ороско жил в США. Одно время, не продав своих работ, работал на фабрике игрушек, раскрашивал куклам лица.
Вернувшись в Мехико, в 1922—1923 годах Ороско исполнил первую внушительную настенную роспись — для большого двора Национальной подготовительной школы, где ранее сам учился. А в 1926 году — огромную (90 м²) фреску в Промышленной школе в Орисабе.
В 1926—1927 годах Ороско вновь работает в Национальной подготовительной школе Мехико.
В 1927—1934 годах снова уезжает в США, где работает в колледжах «художником в резиденции». Суть этого понятия в том, что мастер жил в кампусе школы во время работы над фреской, вовлекая студентов в свою работу.
В высших школах США Ороско создаёт следующие работы:
- «Прометей» (1930). Помона-колледж, Клермонт (Калифорния).
- «Борьба на Востоке» (1930—1931). Новая школа социальных исследований, Нью-Йорк.
- «Американская цивилизация» (1932—1934). Дартмутский колледж, Гановер (Нью-Гэмпшир).

Вернувшись в Мехико, в 1934 году Ороско работает над фреской «Катарсис» в Дворце изящных искусств. В 1936 году были созданы фрески в Гвадалахарском университете, в 1937-м — в правительственном дворце.
В 1936—1939 годах Ороско выполняет грандиозную работу (около 1200 м² росписей) в госпитале «Осписио-Кабаньяс» (включен во Всемирное наследие ЮНЕСКО) в Гвадалахаре. Двенадцать стенных фресок нефа расположены по принципу противопоставления — «Деспотизм» и «Милосердие», «Диктаторы» и «Демагоги» и т. д. В центре композиции фреска «Человек огня».
В 1940—1949 годах Ороско выполнил росписи библиотеки «Габино Ортис», сделал фреску «Пикирующий бомбардировщик», которая находится в Нью-Йоркском музее современного искусства, расписал Верховный суд и церковь Иисуса в Мехико.
Умер Ороско в Мехико 7 сентября 1949 года, не успев завершить свою последнюю работу — роспись одного из зданий жилого комплекса «Мигель Алеман». В этом же году в Гвадалахаре был открыт музей-мастерская художника.

## Ороско и мексиканские монументалисты

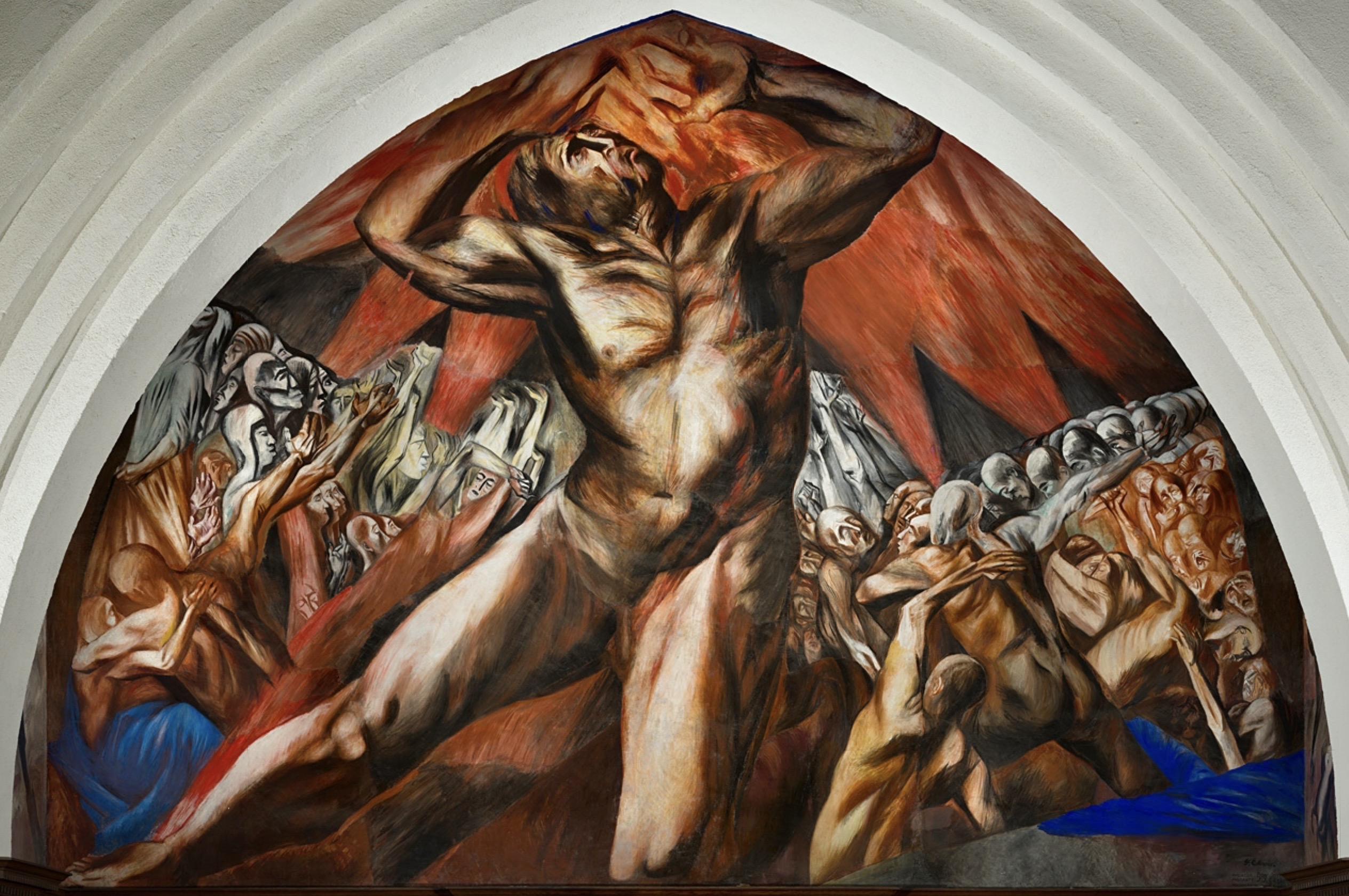
Фреска «Прометей» в Помона-колледже, (Клермонт, США)

В начале 1920-х годов министр просвещения Мексики Хосе Васконселос заказал ряду молодых художников масштабные росписи на стенах некоторых общественных зданий. Эти художники, а также их последователи, были прозваны монументалистами. Кроме Хосе Клементе Ороско, в числе монументалистов можно выделить следующих художников:
- Диего Ривера;
- Давид Альфаро Сикейрос;
- Руфино Тамайо;
- Хесус Герреро Гальван;
- Мигель Коваррубиас;
- Жан Шарло.

Монументалисты пытались сочетать современную технику письма с тематикой и эстетикой доколумбовых мексиканских культур. Но у Ороско был свой взгляд на это, он писал:
«Я лично избегаю выводить в своих работах презренных и дегенеративных персонажей, повсеместно считающихся живописными, чтобы приспособить их для туристов и освободить этих последних от наличных… Такие мысли раз и навсегда отвратили меня от живописания индейских сандалий и грязных одеял. Я до глубины души хочу, чтобы те, кто их носит, избавились бы от них и стали цивилизованными людьми. Но прославлять их — все равно что прославлять невежество, пьянство или груды мусора, которые украшают наши улицы, а это я отказываюсь делать. Революция — это не грязь, воюющая против мыла, а, наоборот, битва второго с первым».